# Fossa romboide
La fossa romboide o sòl del quart ventricle (TA: fossa rhomboidea) és la paret anterior i el sòl del quart ventricle cerebral, i és la part posterior del pont de Varoli i la medul·la oblonga.
Està coberta per una fina capa de substància grisa contínua amb la medul·la espinal. A la superfície d'aquesta làmina es troba una prima làmina de neuròglia que constitueix l'epèndima del ventricle i suporta una capa d'epiteli ciliat.

## Parts
La fossa consta de tres parts, superior, intermèdia i inferior:
La part superior
La part superior és de forma triangular i limitada lateralment pel peduncle cerebel·lar superior; el seu vèrtex, dirigit cap amunt, és continu amb l'aqüeducte cerebral; la seva base està representada per una línia imaginària a nivell dels extrems superiors de les fòvees superiors.
La part intermèdia
La part intermèdia s'estén des d'aquest nivell fins al de les porcions horitzontals de les tènies del ventricle; és estret pel damunt, on està limitada lateralment pel peduncle mitjà, però s'eixampla per sota i es perllonga als recessos laterals del ventricle.
La part inferior part
La part inferior és triangular, i el seu àpex dirigit cap avall, anomenat calamus scriptorius (perquè té forma de ploma d'escriptura)és contínua amb el canal central de la part tancada de la medul·la oblonga.
El sulcus limitans o cissura limitant forma el límit lateral de l'eminència medial.

## Altres imatges

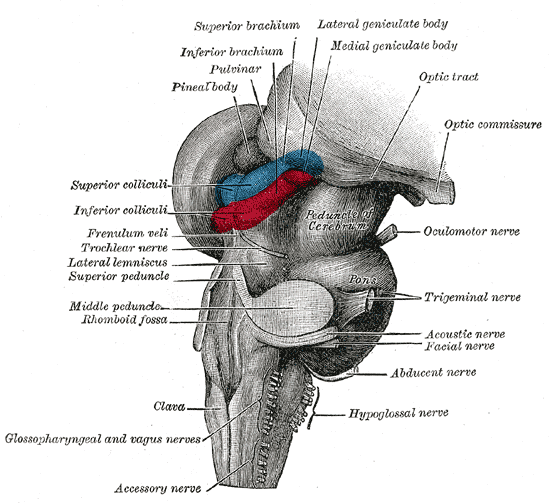
Encèfal posterior i mitjà; vista posterolateral.
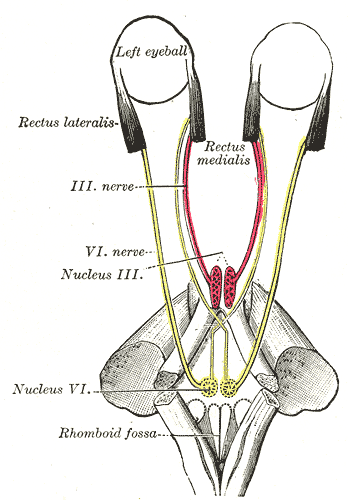
Figura que mostra el mode d'inervació dels músculs recte medial i lateral de l'ull.
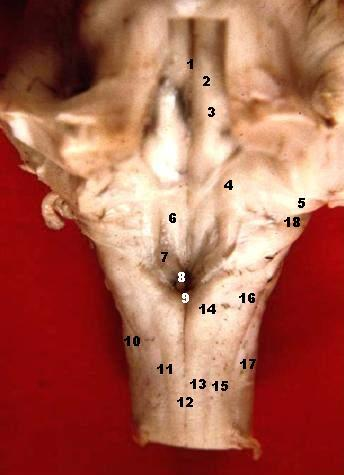
Tronc de l'encèfal, vista posterior.